# Doniaga
Doniaga (Fries: Dunegea) is een dorp, of buurtschap in de gemeente De Friese Meren, in de Nederlandse provincie Friesland. Doniaga ligt ten westen van het Tjeukemeer tussen Follega en Sint Nicolaasga. In 2023 had het dorp 85 inwoners, in 2004 waren dat er nog 90.

## Geschiedenis
Het dorp werd vanaf de 15e eeuw vermeld als Doyenga, Donyegaeen en Doniegae. De plaatsnaam is vernoemd naar de familienaam Donia (mogelijk de familie van Pier Gerlofs Donia).
Het dorp was de naamgever van de gieterij Doniawerstal en was een tijd het bestuurscentrum van deze grietenij. Aan het eind van de 18e eeuw liep het dorp leeg. In 19e eeuw was er nog school en een kerk, maar die in de loop van 19e eeuw werden beide afgebroken. Vanaf 1811tot aan de gemeentelijke herindeling van 1984 lag het dorp in de gemeente Doniawerstal. Van 1984 tot 2014 lag Doniaga in de gemeente Skarsterlân. Per 2014 ligt Doniaga in de gemeente De Friese Meren.
In 1945 werd als represaille een boerderij in brand gestoken en werden tien verzetsmensen op het erf gefusilleerd. 

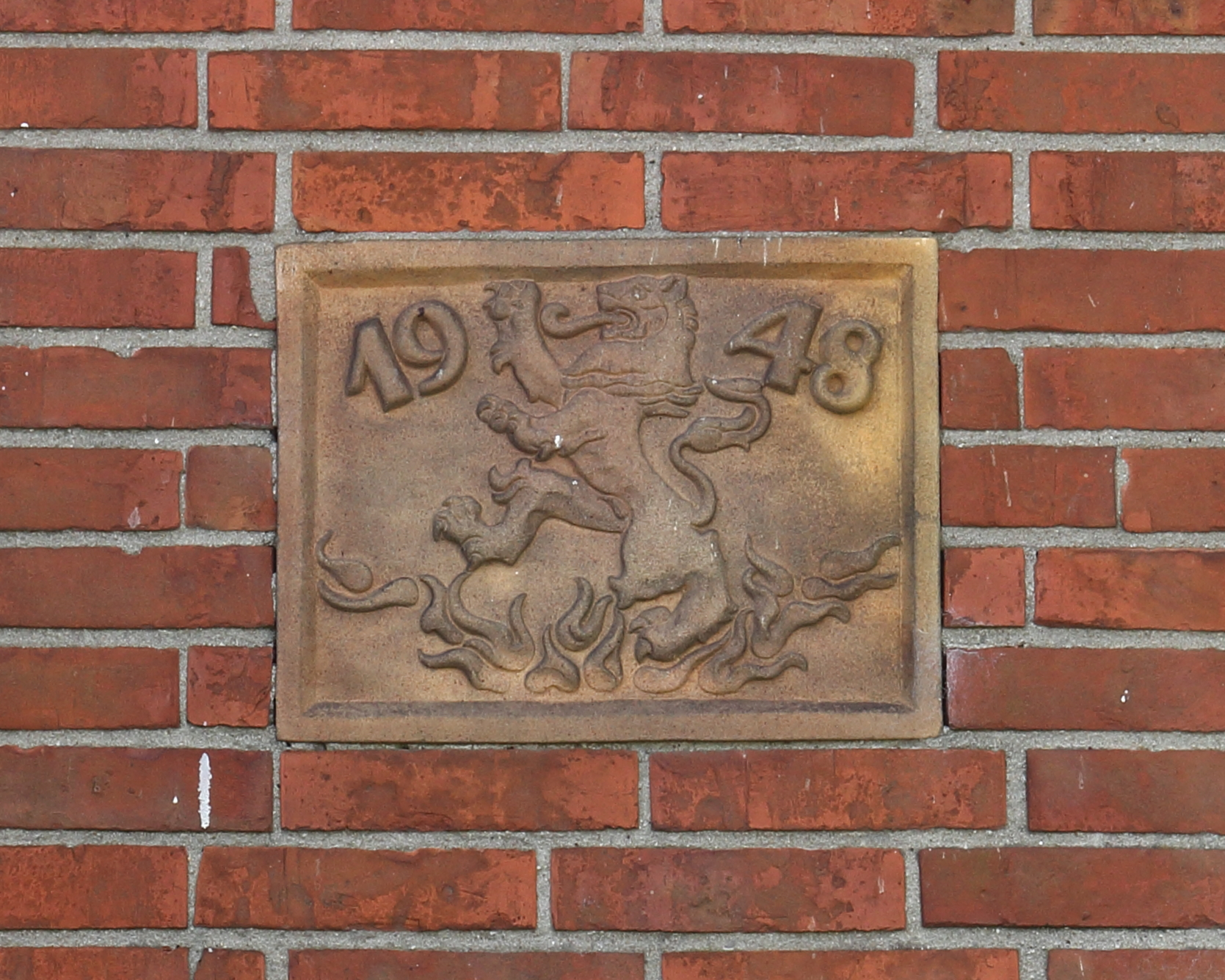
Het gedenkteken naast de voordeur van de boerderij ter nagedachtenis aan de fusillade
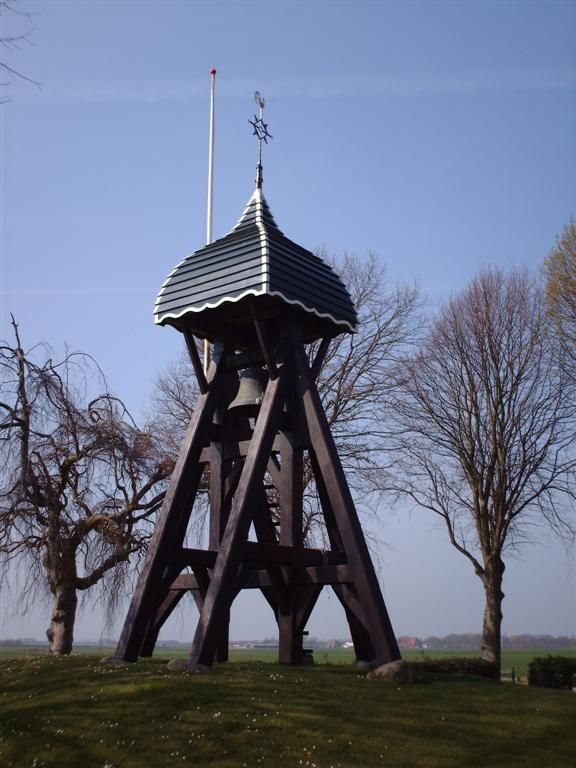
Klokkenstoel

Op de begraafplaats staat een van de klokkenstoelen in Friesland.

## Proefboringen
Vermilion Energy heeft vergunning om bij Doniaga met een proefboring de aanwezigheid van aardgas vast te stellen.